# Stoicăneşti
Stoicăneşti é uma comuna romena localizada no distrito de Olt, na região de Oltênia. A comuna possui uma área de 93.31 km² e sua população era de 2858 habitantes segundo o censo de 2007.